# Râul Cipciroj
Râul Cipciroj este un curs de apă, afluent al râului Ghezaș. 

## Hărți
- Harta munții Apuseni